# Yuhina nigrimenta
Yuhina nigrimenta là một loài chim trong họ Zosteropidae.
Loài này được tìm thấy ở tiểu lục địa Ấn Độ từ dãy Himalaya về phía đông tới các vùng đồi núi tiếp giáp của Đông Nam Á. Loài này phân bố khắp Bangladesh, Bhutan, Campuchia, Ấn Độ, Lào, Myanmar, Nepal, Tây Tạng và Thái Lan. Môi trường sống tự nhiên của chúng là rừng ẩm vùng đất thấp nhiệt đới hoặc cận nhiệt đới, đồng cỏ nhiệt đới hoặc cận nhiệt đới vùng đất cao.